# Stutz Blackhawk
 (octobre 2013).
Si vous disposez d'ouvrages ou d'articles de référence ou si vous connaissez des sites web de qualité traitant du thème abordé ici, merci de compléter l'article en donnant les références utiles à sa vérifiabilité et en les liant à la section « Notes et références ».

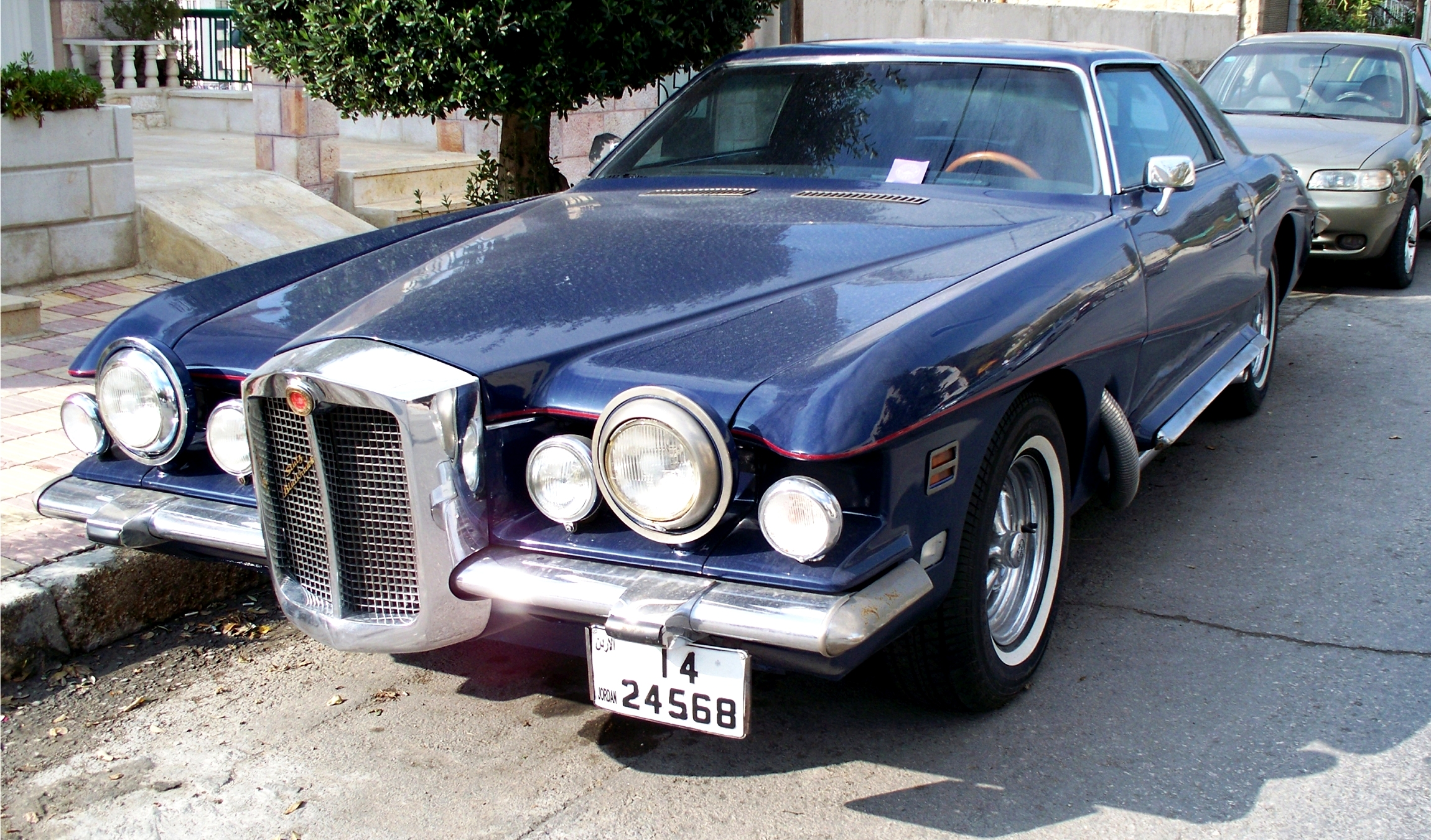
Stutz Blackhawk (photo de 2009)

La Stutz Blackhawk est une voiture de luxe qui a été fabriquée aux États-Unis entre 1971 et 1987. La Stutz Motor Company, héritière des prestigieuses productions d’avant-guerre, fut ranimée en août 1968 par le banquier new-yorkais James O'Donnell. Virgil Exner, styliste bien connu pour son travail chez Chrysler/Dodge/Plymouth à la fin des années 1950, fut chargé du dessin. Ghia construisit le prototype pour un coût évalué à 300 000 dollars. La présentation eut lieu en janvier 1970 à l’Hôtel Waldorf Astoria de New York.

## Histoire
Entre 500 et 600 exemplaires furent construits jusqu’à la fin de la production en 1987. Le prix en 1972 était de 23 000 dollars (équivalent à environ 120 000 dollars de 2010). Dès l’année 1973, le prix fut presque doublé à 43 000 dollars.
La caisse était fabriquée en Italie, à Turin. La mécanique était issue d’une Pontiac Grand Prix. Le V8 455 (7,5 litres) développant 431 chevaux (317 kW) et un couple de 570 N m (accouplé à une transmission automatique GM TH400) autorisait cette lourde automobile (2,3 tonnes) d'atteindre 210 km/h et d'accélérer de 0 à 97 km/h en 8,4 secondes. La consommation était à l’avenant : 29,4 litres aux 100 kilomètres.
Les dernières Blackhawk utilisèrent des moteurs Pontiac de cylindrée plus réduite (6,6 L puis 5,7 L).
La finition incluait des placages à l’or fin. Les premières voitures sortirent sous la forme de coupés, mais quelques rares berlines furent également construites. En 1980, la Blackhawk fut modifiée pour s’adapter à un châssis de Pontiac Bonneville.

## Propriétaires célèbres
La première voiture de production fut acquise par Elvis Presley, alors que Frank Sinatra avait – en vain – essayé d’obtenir cet exemplaire.
Parmi d’autres célèbres propriétaires, on citera Sammy Davis Jr, Evel Knievel, Robert Goulet, Larry Holmes, Willy Nelson, Dean Martin, Jerry Lewis, Lucille Ball, Wilson Pickett (1974), Barry White, Billy Joel, Elton John, Paul McCartney, Al Pacino, Frank Sinatra, Wayne Newton, et H.B. Halicki. Chaque voiture porte une plaque avec le nom de son premier acquéreur.

## Apparition à la télévision
Dans l’épisode de Columbo intitulé Un meurtre à la carte (“murder under glass”) (1978), le meurtrier Paul Gerard conduit une Stutz deux tons (gris métallisé/noir). Et également dans l'épisode La femme oubliée (“forgotten lady”) ou celui qui s'accuse du crime, Ned Diamond (joué par l'acteur John Payne), conduit une Stutz grise.
Dans le film Never die alone (en), Le rappeur DMX conduit une Stutz.
Dans l'émission Chasseurs de bolides (Counting Cars), le comte trouve la Stutz de Barry White et la restaure.